# Grupo Ciclón (banda mexicana)
El grupo Ciclón fue un conjunto musical de México de la época de los 80, que era comandado por el músico y compositor Sergio Andrade.
La banda estaba conformada por 5 jóvenes del Distrito Federal, Malone ponía los bailes con relación teatral magistralmente, Chico, Paco, Roger y Juan José Rivera  y componían las canciones. Su género musical era pop latino, al estilo de otros grupos como Los Chicos, Menudo, Los Chamos, entre otros.
Su mayor éxito fueron las canciones: Por favor paren el muro y Para no pensar en ti, que tuvo gran aceptación en 1983.

## Miembros
- Chico
- Malone
- Paco (Paco Guízar)
- Roger
- Juanjo (Juan José Rivera)

## Información extra
- Juan José Rivera, es el padre de la cantante y actriz Danna Paola.

Este Grupo Ciclón toca Musica Pop (hay otro Grupo Ciclón de Argentina con un tema conocido "Serrana Mia" conocida como Cumbia Peruana).